# キュアセル
株式会社キュアセルは、東京都中央区築地に本社を置く日本の医薬品開発会社。自治医科大学の認定ベンチャーであり、自治医科大学の教授が役員と顧問に就任している。

## 概要
いわゆる創薬ベンチャーの一つ。設立当初から自治医科大学と共同研究を多数行っており、大学発ベンチャーとして2022年8月創設された。
主に、アポエチルモルフィン(D55)(アポエチルモルヒネ)というアポモルヒネ誘導体を用いた医薬品を始めとして20種類の化合物の研究開発を行っている。
アポエチルモルフィン(D55)は、フェロトーシス阻害薬であり、すべての神経変性疾患に奏功するとしている。

## 主な取引銀行
- 東日本銀行本店営業部
- 三井住友銀行築地支店・日本橋法人営業部・成長事業開発部
- みずほ銀行宇都宮支店・本店イノベーション支援部
- 日本政策金融公庫

## 沿革
- 2022年（令和4年）8月1日 設立。本社を東京都中央区の日本橋ライフサイエンスビルに置く。[5]
- 2022年 (令和4年）11月 東京都中央区築地へ本社を移転。
- 2025年（令和7年）1月 医薬品以外の事業を会社分割により株式会社ドクターキュアセルへ切り離す。